# Bosna i Hercegovina – hrvatska djedovina
Bosna i Hercegovina – hrvatska djedovina je knjiga o hrvatskoj povijesti autora Šime Đodana. Knjiga se proteže na 178 stranice teksta i slika u boji. Knjigu je izdao Meditor iz Zagreba, 1994. godine. Knjiga je pisana hrvatskim jezikom i ima tvrde korice. Puni naziv knjige je Bosna i Hercegovina – hrvatska djedovina (kroz povijesna vrela). Grafički urednik knjige bio je Branko Cindro, lekturu je obavio Fikret Cacan, a naslovnu stranicu je dizajnirao Tomica Butić. Knjiga je tiskana u 10 000 primjeraka.

## Opis
Knjiga ima duljinu dijagonale 23 cm, a proteže se na 178 stranica te sadrži brojne ilustracije u boji. Stranice knjige su hrapave i tanke te sadrže mnogo teksta koji govori o hrvatskoj prošlosti. Korice knjige su tvrde i bijele, na vrhu korica nalazi se naslov knjige, a na dnu se smeđom bojom, velikim tiskanim slovima nalazi ime autora knige. Nakon naslovne stranice nalazi se stranica sadržaja s naslovima i podnaslovima koji uglavnom govor o najranijoj, ali i novijoj povijesti Hrvata u Bosni i Hercegovini. Knjigu je tiskao Gama Grafit iz Krapine, a slog je napravio LASER plus. 